# Lăstun cu piept maro
Lăstunul cu piept maro (Progne tapera) este o specie de pasăre din familia Hirundinidae. 
Se găsește în Argentina, Bolivia, Brazilia, Chile, Columbia, Costa Rica, Ecuador, Guyana Franceză, Guyana, Panama, Paraguay, Peru, Puerto Rico, Surinam, Statele Unite, Uruguay și Venezuela. Apare ocazional în Chile și Insulele Falkland. Habitatele sale naturale sunt savana uscată, pășunile de câmpie subtropicale sau tropicale sezoniere umede sau inundate, râurile și fosta pădure puternic degradată.
De obicei se aruncă la înălțimi joase, prezentând alb pe părțile laterale ale cozii, cu aripile înclinate. Poate săpa cuiburi în maluri pentru a cuibări sau poate folosi uneori cuiburi vechi de furnariidae.

## Galerie

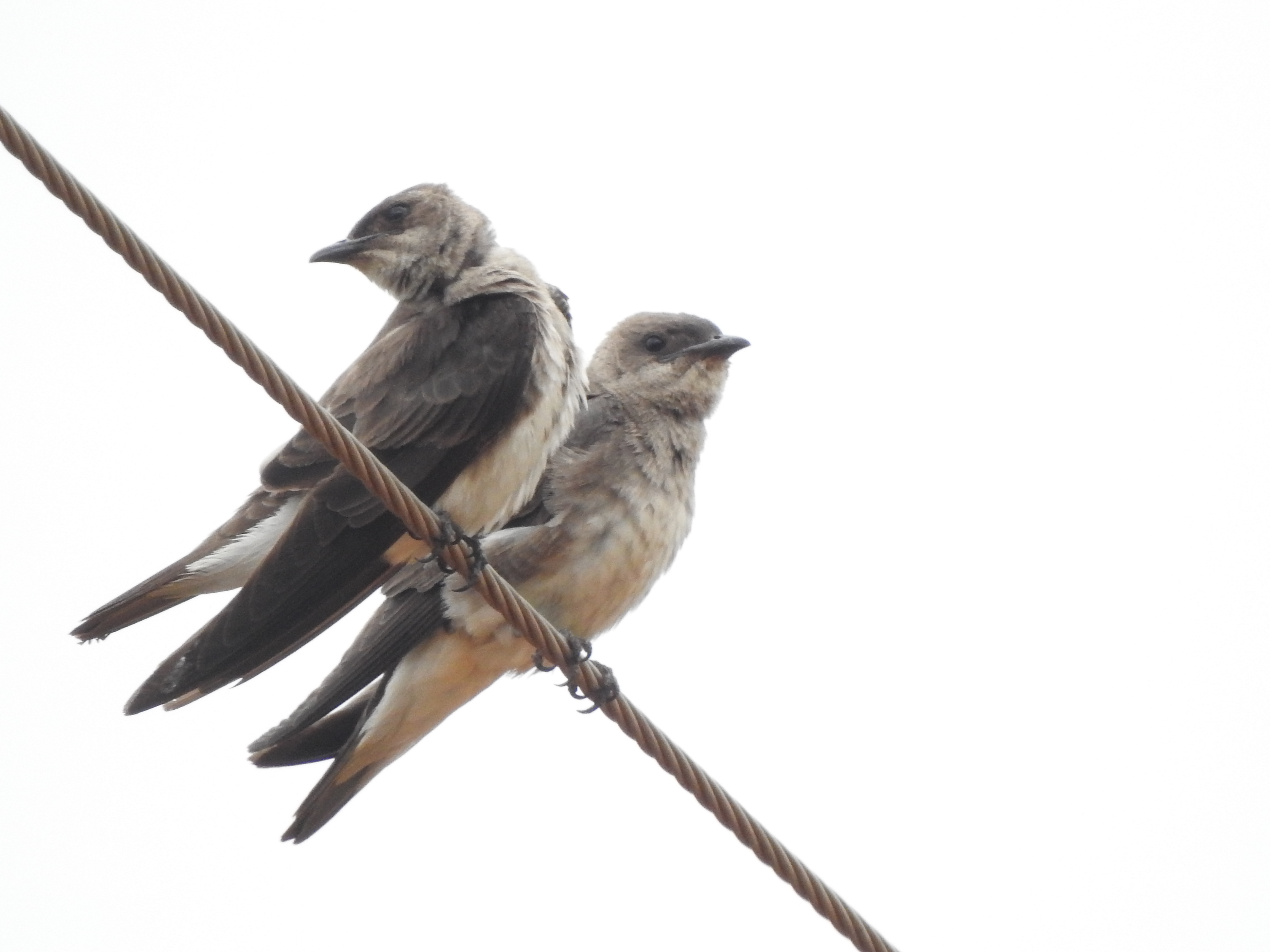
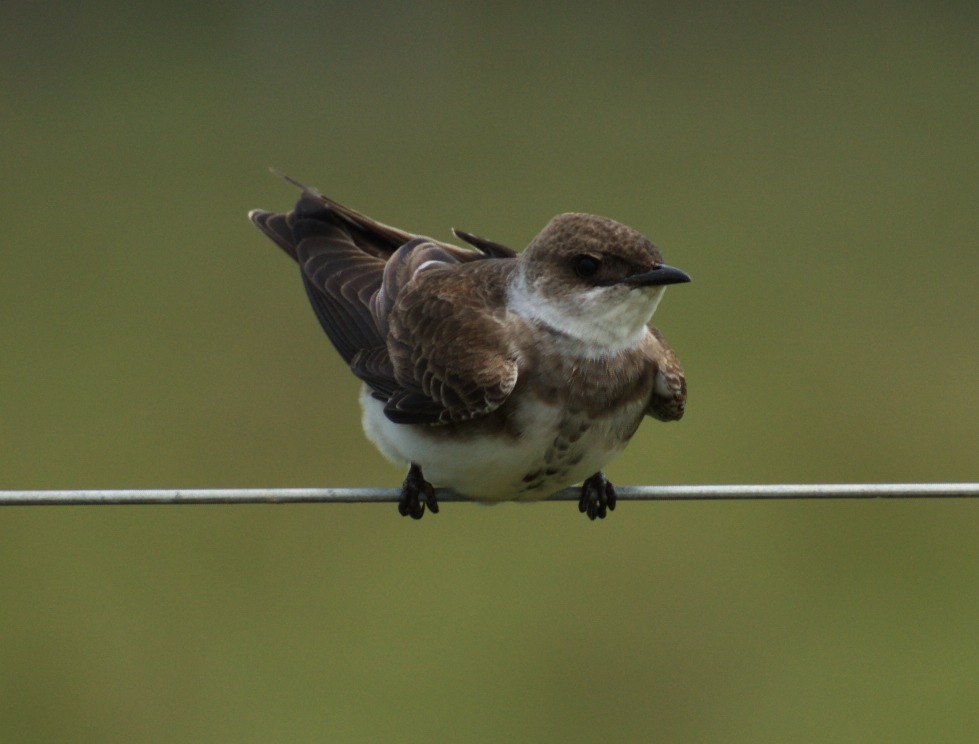
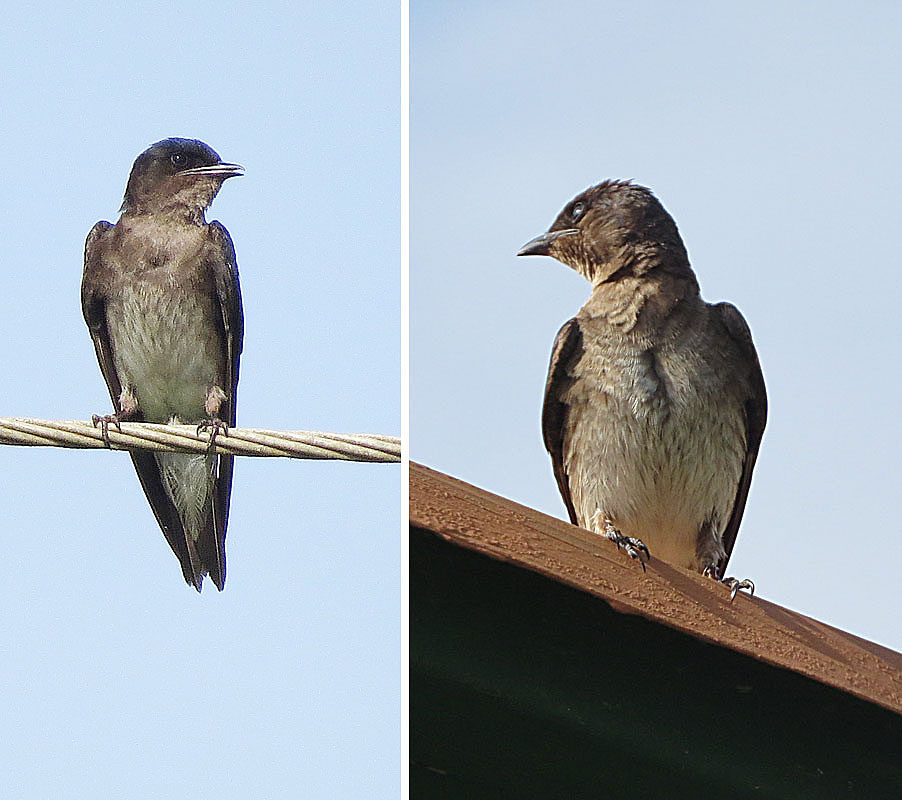